# Набатамэ, Хитоми
Хитоми Набатамэ (яп. 生天目 仁美 Набатамэ Хитоми, род. 4 августа 1976, Садо, преф. Ниигата, Япония) — японская сэйю и актриса. Работает в фирме Ken Production. Также входит в состав театральной труппы «Кандэнти» (劇団東京乾電池), где, как актриса, играет в теледрамах и спектаклях.

## Биография
Именно в «Кандэнти» Набатамэ начинала свою актёрскую деятельность, но позже перешла в Ken Production. В 2003 году, ещё учась в институте сэйю, она получила главную роль Арквейд Брюнстад в аниме-сериале Shingetsutan Tsukihime, а затем роль Миямы Юны в Maburaho; эти роли принесли ей известность, и её основная деятельность после этого была связана именно с работой в качестве сэйю.
Со своей коллегой из той же фирмы Судзукой Ито она входит в сэйю-юнит «Хитосидзуку» (название составлено из имён участниц, но его также можно перевести, как «одна капля»).
4 августа 2014 года сообщила о замужестве.

## Основные роли

### ТВ-аниме
(данный список не является полным, приведены лишь некоторые роли)
- Bleach (Исэ Нанао)
- Tsukihime, Lunar Legend (Арквейд Брюнстад)
- Maburaho (Мияма Юна)
- School Rumble (Суо Микото)
- Elfen Lied (Сиракава, Кота в детстве)
- To Heart 2 (Юма Тонами)
- Fate/kaleid liner Prisma Illya (Базетт Фрага МакРемитц)
- Ultimate Girls (Оотори Вивиан)
- Ichigo Mashimaro (Ито Нобуэ, учительница)
- Canvas 2: Niji Iro no Sketch (Кикё Кири)
- Gokujou Seitokai (Дзинкудзи Канадэ)
- Shakugan no Shana (Марджори До)
- Strawberry Panic (Ханадзоно Сидзума)
- Muteki Kanban Musume (Онимару Мики)
- Школьные войны (Канъу Унтё)
- Kenkoo Zenrakei Suieibu Umishou (Оридзука Момоко)
- Koutetsu Sangokushi (Сонкэн Тюбо)
- Nagasarete airantou (Мэймэй, Ма-кун)
- Rocket Girls (Мацури)
- Chaos;Head (Аой Сэна)
- Nogizaka Haruka no Himitsu (Аясэ Руко, Аясэ Юто в детстве; Химэмия Милан)
- Yakushiji Ryōko no Kaiki Jikenbo (Якусидзи Рёко, Монами)
- Asu no Yoichi (Такацукаса Анджела)
- Queen’s Blade (Сидзука)
- To Aru Kagaku no Railgun (комендант общежития)
- Yokuwakaru gendaimahou (Анэхара Миса)
- Shinryaku! Ika Musume (Синди Кемпбелл)
- Girls und Panzer (Ицуми Эрика)
- White Album 2 (Кадзуса Тома)